# Hansen Clarke
Hansen Hashim Clarke (Detroit, 2 marzo 1957) è un politico e avvocato statunitense, membro della Camera dei Rappresentanti per lo stato del Michigan dal 2011 al 2013.

## Biografia
Figlio di Mozaffar Ali Hashim, un immigrato del Bangladesh, e di Thelma Clarke, un'afroamericana, Hansen nacque e crebbe a Detroit.
Dopo aver studiato alla Cornell University, Clarke ottenne una laurea in legge dalla Georgetown University.
Successivamente lavorò nello staff di alcuni importanti uomini politici e nel 1990 venne eletto alla Camera dei Rappresentanti del Michigan. Nel 1992 perse la rielezione, ma ritornò alla Camera nel 1998. Nel 2002 fu eletto al Senato di stato e nel 2005 tentò invano di farsi eleggere sindaco di Detroit.
Nel 2010 Clarke decise di candidarsi alla Camera dei Rappresentanti nazionale e nelle primarie democratiche affrontò la deputata in carica da sette mandati Carolyn Cheeks Kilpatrick. Gli scandali in cui era coinvolto il figlio della Kilpatrick aiutarono Clarke, che sconfisse la donna con il 47% dei voti.
Nelle elezioni generali Clarke batté facilmente l'avversario repubblicano e conquistò il seggio, divenendo la prima persona di origini bangladesi ad approdare al Congresso.
Due anni dopo Clarke chiese la rielezione, ma a causa della ridefinizione dei distretti congressuali si trovò ad affrontare nelle primarie un altro deputato democratico in carica, Gary Peters. Clarke venne sconfitto da Peters, che poi vinse le elezioni generali.
Clarke è sposato con Choi Palms-Cohen e durante la permanenza alla Camera era membro del Congressional Black Caucus.